# Тохтарбек Танатхан
Тохтарбек Танатхан (кит.: 托合塔尔别克·唐拉提汗, каз. Тоқтарбек Таңатқан; 18 листопада 1996) — китайський боксер казахського походження, призер чемпіонату світу серед аматорів, чемпіон Азійських ігор.

## Аматорська кар'єра
На чемпіонаті світу 2019 переміг двох суперників, а в 1/8 фіналу програв Шахіну Мусаві (Іран).
На Олімпійських іграх 2020  переміг Ашиша Кумара (Індія) і програв Еберту Консейсау (Бразилія).
На чемпіонаті світу 2023 завоював срібну медаль.
- В 1/32 фіналу переміг Амбарцума Акопяна (Вірменія) — 5-0
- В 1/16 фіналу переміг Мохаммеда Ассагіра (Марокко) — RSC
- В 1/8 фіналу переміг Абдельрахмана Орабі (Єгипет) — KO
- У чвертьфіналі переміг Арлена Лопеса (Куба) — 4-3
- У півфіналі Газімагомеда Халідова (Іспанія) — 5-2
- У фіналі програв Нурбеку Оралбаю (Казахстан) — 1-4

На Азійських іграх 2022, що через пандемію коронавірусної хвороби пройшли 2023 року, здобув чотири перемоги, у тому числі над Нурбеком Оралбаєм (Казахстан) і Еуміром Марсіалем (Філіппіни), став чемпіоном і кваліфікувався на Олімпійські ігри 2024.
На Олімпійських іграх 2024 програв в першому бою Крістіану Піналесу (Домініканська Республіка).